# 毒戰
《毒戰》（英語：Drug War）是香港著名导演杜琪峯执导的第一部中國内地公安警匪题材的缉毒电影，它是杜琪峯执导的第50部电影。
本片进入第七届罗马电影节和2013荷兰鹿特丹国际电影节竞赛单元，也是2013年大阪国际电影节的开幕电影。3月19日，入选第37届香港电影节的《毒战》在香港圆方商场举行了首映礼。中国原定2013年4月11日上映，后来提前至4月2日。
2017年，韓國翻拍成同名電影《信徒》。

## 剧情
津海（以天津为原型）禁毒大隊長張雷（孫紅雷飾）剛完成臥底任務，成功抓獲一批體內藏毒的毒販，卻在醫院碰見一名失控撞車受傷的蔡添明（古天樂飾）。雷憑其敏銳職業嗅覺，判斷蔡添明涉嫌製毒，遂查出已被炸成狼藉的製毒窩點。與此同時，粵江（以广东为原型）緝毒警察軍雙雄跟蹤運送毒品原料的貨車，一路來到津海。雷接應二人，得知此毒品原料來自大毒梟黎振標，而收貨人正是蔡添明。
面對犯罪事實，蔡添明供認不諱，更願協助警方，誘捕黎振標，戴罪立功。以張雷為首的津海、粵江兩地警員遂喬裝成買家與黎振標販毒團夥展開一場危險博弈，同時，還要時刻提防蔡添明逃跑、鬥智鬥力。最終，張雷發現了黎振標的驚天秘密，更與蔡添明有著千絲萬縷的關係，張雷驚覺這個為求活命，不惜出賣任何人的蔡添明，可能並不是自己的棋子，或許倒過來，是自己在他的棋盤上。未打響一鎗，毒戰早已拉開帷幕...

## 演员
| 演員   | 角色   | 備註                                                 |
| 孙红雷 | 张雷   | 禁毒隊長，最後死於槍擊。                             |
| 古天樂 | 蔡添明 | 制毒毒販，最後被判死刑。                             |
| 鍾漢良 | 郭伟军 | 粤江警察，被蔡添明連開多槍死亡。                     |
| 李光洁 | 陳世雄 | 粤江警察，被蔡添明連開多槍死亡。                     |
| 成泰燊 | 劉隊長 | 警察，被大聾和小聾開槍射殺                           |
| 黄奕   | 小貝   | 津海警察，最後被車撞至重傷後，被蔡添明連開多槍死亡。 |
| 高云翔 | 小祥   | 津海警察，最後死於槍擊。                             |
| 王紫逸 | 小林   | 警隊手語翻譯員, 被大聾和小聾炸死                     |
| 陈嘉俊 |        | 津海警察                                             |
| 孟瑞   |        | 津海警察                                             |
| 郭涛   | 大聋   | 蔡添明手下毒贩，最後被明開槍射殺。                   |
| 李菁   | 小聋   | 蔡添明手下毒贩，最後被明開槍射殺。                   |
| 林家栋 | 李阿东 | 香港毒贩，最後死於槍擊。                             |
| 叶璇   | 萨婆   | 香港毒贩，最後死於槍擊。                             |
| 林雪   | 肥成   | 香港毒贩，最後死於槍擊。                             |
| 吳廷燁 | 仇仔   | 香港毒贩，最後死於槍擊。                             |
| 盧海鵬 | 雀叔   | 香港毒贩，最後死於槍擊。                             |
| 張兆輝 | 口水苏 | 香港毒贩，死於槍擊。                                 |
| 姜皓文 | 黑哥   | 香港毒贩，死於槍擊。                                 |
| 李振起 | 黎振標 | 毒贩                                                 |
| 譚凱   | 黎樹昌 | 毒贩                                                 |
| 郝平   | 哈哈哥 | 走私贩                                               |

## 製作
编剧韦家辉、游乃海表示，故事源于重庆打黑，他们看了很多重庆打黑的案件，也去重庆进行了很多素材的收集和记录工作。2011年12月25日影片在天津开机。其他拍摄地还包括广州、珠海和香格里拉等地。2012年4月28日正式杀青。影片全程展现注射死刑的全部过程，开创了华语电影的先河。电影主题为“人心比毒更毒”。
出于内地审查的缘故，片中的警察都是正面形象；杜导表示，如果有可能，他愿意把警察拍得坏一点，因为他相信警察中也有坏人。

## 评价
在《毒戰》中，警察為了破案不擇手段，而且最後都死了，論數量死得比壞人還多。這在传统的大陸警匪片中是無法想像的。杜琪峯自评说「他們說，別這麼拍，不可能的，可是在我們的世界裏，怎會不可能呢？一個好警察也會犯罪，為什麼不可以這樣想？想出來的故事如果有什麼不同，這就是香港。」
影片在中国大陸收获了许多好评，主演孙红雷与古天乐“颠覆”以往角色形象的“影帝级”表演征服了不少观众，导演叶伟信表示“杜导演技惊四座！古仔代表之作！”；《毒战》也被众多影评人及媒体誉为“华语警匪片新标杆”、“开创内地警匪片新格局”之作。
香港頭條日報的思慧說：「出自銀河的作品，竟然如此淡然無味，配角難得地沒靈魂。」明報的石琪給予三顆星(最高五顆)，他說：「此片在迎合警匪忠奸分明的大陸審查尺度之際，亦不失杜派警匪片的強烈黑色惡鬥作風，儘管成績無法兩全其美，仍是難得的跨界出位之作。」
本片于2013年7月下旬在北美上映，获得许多美国媒体与影评人的称赞，媒体综评87分，其中《纽约邮报》和《Slant》杂志打满分，《好莱坞报道》给90分，《综艺》给80分，烂番茄上观众评分8.2，“它没有任何无关剧情发展的虚伪，浮夸，做作，雕砌。杜琪峯和他才华洋溢的团队只把精力放在了一件事：一场精彩至极的争斗及其凛冽又宿命的结局。”“……这其中没有爱情故事、喜剧情节、家庭伦理来表现角色的人性，没有精心编排的桥段来迎合观众情绪中的起承转合。影片飞速运转然后突然出人意料地失控脱轨。It's all business, business, business!”“好似点球大战般的15分钟高潮令整部影片升华，气氛营造更是同类作品中的杰作”，“成功打造出一个巨大、冷血且包罗万象的毒品组织，期间各种扭曲和变异的人性刻画令人震撼”，“更为贴近传统的氛围塑造和阴谋设计，通篇充斥着紧张和切换凌厉的镜头，而一个在道德层面立场模糊的主角和大量动作场景更是为影片增光不少”。
在由美国林肯中心电影学会主办的《电影评论》（Film Comment）杂志评选的2013年度最佳电影名单中，《毒战》被选为「北美公映的五十大佳片」第43名。

## 票房
中国大陆首周六天收获8103万人民币，名列第三位；大陆上映10天票房过亿，成为中国最卖座警匪片，也超越《单身男女》的9800万，成为杜琪峯内地首部破亿影片，最终累计1.5亿人民币。香港票房为497万港币。

## 獎項及提名
| 獎項                       | 類別                   | 名字                         | 結果 |
| -------------------------- | ---------------------- | ---------------------------- | ---- |
| 第7屆亞洲電影大獎          | 最佳電影               | 不適用                       | 提名 |
| 第7屆亞洲電影大獎          | 最佳編劇               | 韋家輝、游乃海、陳偉斌、余曦 | 提名 |
| 第7屆亞洲電影大獎          | 最佳剪輯               | David Richardson 、梁展綸    | 提名 |
| 第50屆金馬獎               | 最佳劇情片             | 不適用                       | 提名 |
| 第50屆金馬獎               | 最佳導演               | 杜琪峯                       | 提名 |
| 第50屆金馬獎               | 最佳原著劇本           | 韋家輝、游乃海、陳偉斌、余曦 | 提名 |
| 第50屆金馬獎               | 最佳剪輯               | David Richardson 、梁展綸    | 提名 |
| 第18届圣迭戈影评人协会奖   | 最佳外语片             | 不適用                       | 獲獎 |
| 第17屆線上影評人協會       | 最佳電影               | 不適用                       | 提名 |
| 第17屆線上影評人協會       | 最佳外语片             | 不適用                       | 提名 |
| 第17屆線上影評人協會       | 最佳剪接               | David Richardson 、梁展綸    | 提名 |
| 第20屆香港電影評論學會大獎 | 最佳電影               | 不適用                       | 提名 |
| 第20屆香港電影評論學會大獎 | 最佳導演               | 杜琪峯                       | 獲獎 |
| 第20屆香港電影評論學會大獎 | 最佳編劇               | 韋家輝、游乃海、陳偉斌、余曦 | 獲獎 |
| 第20屆香港電影評論學會大獎 | 推薦電影               | 不適用                       | 獲獎 |
| 第33屆香港電影金像獎       | 最佳導演               | 杜琪峯                       | 提名 |
| 2014年华语电影传媒大奖     | 最佳电影               | 不適用                       | 獲獎 |
| 2014年华语电影传媒大奖     | 最佳导演               | 杜琪峯                       | 獲獎 |
| 2014年华语电影传媒大奖     | 最佳编剧               | 韦家辉、游乃海、陈伟斌、余曦 | 提名 |
| 2014年华语电影传媒大奖     | 最佳男主角             | 孙红雷                       | 提名 |
| 2014年华语电影传媒大奖     | 最受瞩目男演员         | 孙红雷                       | 提名 |
| 2014年华语电影传媒大奖     | 百家传媒年度致敬电影   | 不適用                       | 提名 |
| 2014年华语电影传媒大奖     | 百家传媒年度致敬电影人 | 杜琪峯                       | 提名 |

## 传闻制片人吸毒被捕
2017年5月8日有报道称，经朝阳群众举报，北京警方获悉2011年电影《毒战》制片人之一的刘伟涉嫌吸毒，并将其拘留。然而《毒战》电影出品方、制作方海润影业随即发表声明称“刘某言论严重失实”，此人“非《毒战》投资人和制作人，从始至终并未参加该片投资、创作、制作、宣传、发行等，更非公司工作人员。”